# Rosaline Meurer
Rosaline Ufuoma Meurer (geb. 15. Februar 1992 in Gambia) ist eine gambisch-nigerianische Filmschauspielerin und -produzentin. Der Nollywood-Star wurde 2014 bekannt durch die Rolle als Kaylah in der Fernsehserie Oasis und die Rolle als Kemi Alesinloye in Ayo Makuns „Merry Men: The Real Yoruba Demons“.

## Herkunft und Ausbildung
Rosaline Meurer kam 1992 in Gambia als Tochter eines niederländischen Vaters und einer nigerianischen Mutter aus dem südwestnigerianischen Bundesstaat Delta zur Welt. Sie war das älteste von drei Kindern. Sie absolvierte in Gambia ein Studium in Business Management und ein Fotografiestudium.

## Karriere
Sie begann ihre Karriere als Model bereits als Jugendliche in Gambia, 2009 wurde sie von dem nigerianischen Schauspieler und Politiker Desmond Elliot entdeckt, der ihr empfahl als Schauspielerin nach Nigeria zu gehen. In Lagos übernahm sie noch im gleichen Jahr eine kleine Rolle in dem von Emem Isong gedrehten Film Spellbound, anschließend wirkte sie an dem 2011 erschienenen Film In the Cupboard mit.
2012 spielte sie eine kleine Rolle in Elliots Weekend Getaway. Nach Beendigung der Dreharbeiten schloss sie in Gambia ihre Ausbildung ab. 2014 kehrte sie nach Nigeria zurück und übernahm in der Fernsehserie „Oasis“ die Hauptrolle der Kaylah. Im folgenden Jahr spielte sie die Nneka in „Damaged Petl“ und war in „Red Card“ und „Open Marriage“ zu sehen.
2017 spielte sie die Hauptrolle in „Our Dirty Little Secret“. Im selben Jahr übernahm sie die Rolle der Monica in der Fernsehserie „Philip und Polycarp“ und war in den Filmen „Der unglaubliche Vater“, „Pebbles of Love“ und „Our Dirty Little Secret“ zu sehen.
Der erste von ihr produzierte Film kam ebenfalls 2017 mit The Therapist's Therapy in die Kinos. 2018 spielte sie die Hauptrolle als Valerie in Eniola Badmus’ Film „Karma“ und war als Kemi Alesinloye in Ayo Makuns „Merry Men: The Real Yoruba Demons“ zu sehen.

## Gesellschaftliches Engagement
2017 unterstützte Meurer die Wiederinbetriebnahme des Udu Main Market Water Projects in Udu im Delta-Staat. Seit 2015 tritt sie als Botschafterin der Big Church Foundation on Women and Child auf und wirbt für Unterstützung der 3-H Clinic and Maternity in Warri.

## Weitere Tätigkeiten
Meurer ist Botschafterin der größten nigerianischen Haarpflegemarke Ebony Hair Multisheen. Im April 2017 zierte sie das Cover des Lifestyle-Magazins House Of Maliq. In April 2019 unterzeichnete sie einen Werbevertrag mit dem e-Health-Anbieter DoctorCare247, im gleichen Jahr auch mit dem Telekommunikationsunternehmen Glo.

## Privates
Rosaline Meurer ist verheiratet mit dem nigerianischen Unternehmer Olakunle Churchill und hat ein Kind mit ihm.

## Auszeichnungen
- 2016: Next Rated Actress bei den Nigeria Goodwill Ambassador Awards[28]
- 2017: Nominierung als Most Promising Actress of the Year bei den City People Movie Awards[29]
- 2017: Special Recognition Award bei La Mode Green[30]
- 2019: Indigenous Female Personality Of The Year bei den Indigenous Women Awards (IWA)[5]
- 2019: Best Actress in African Collaboration bei den Ghana Movie Awards[31]

## Filmographie

### Kinofilme
| Jahr | Titel                             | Rolle              | Anmerkungen                |
| ---- | --------------------------------- | ------------------ | -------------------------- |
| 2009 | Spellbound                        |                    |                            |
| 2011 | In the Cupboard                   | Jenkin's Secretary | Drama                      |
| 2012 | Weekend Getaway                   |                    |                            |
| 2015 | Damaged Petal                     | Nneka              | Drama                      |
| 2015 | Red Card                          | Kachi              |                            |
| 2015 | Open Marriage                     | Becky              | Drama                      |
| 2016 | My Sister And I                   |                    |                            |
| 2017 | Pebbles of Love                   | Vanessa            |                            |
| 2017 | Our Dirty Little Secret           | Anita              | Drama                      |
| 2017 | The Incredible Father             | Susan              |                            |
| 2018 | Merry Men: The Real Yoruba Demons | Kemi Alesinloye    | Action / Comedy            |
| 2018 | Karma                             | Valerie            |                            |
| 2019 | Your Dream Girl                   | Melinda            | Drama / Romance            |
| 2019 | Table of Men                      |                    |                            |
| 2019 | Accidental Affair                 | Jenny              | Drama / Romance / Thriller |
| 2020 | Circle of Sinners                 | Betty              | Drama                      |
| 2021 | Easy Gold                         |                    | Komödie                    |
| 2022 | Judas                             | Naomi Judas        | Drama                      |
| 2023 | The Plan                          | Atika              | TV-Miniserie               |

### Fernsehserien
| Jahr | Titel               | Rolle  | Anmerkungen |
| ---- | ------------------- | ------ | ----------- |
| 2014 | Oasis               | Kaylah | Hauptrolle  |
| 2017 | Philip and Polycarp | Monica | Hauptrolle  |